# Bingovision
Bingovision (parfois orthographié BingoVision, Bingo-Vision ou encore Bingo Vision) est un jeu télévisé hebdomadaire interactif lancé par la Loterie Nationale et diffusé conjointement sur la RTBF et la BRTN à partir du 8 mars 1997 jusqu'à la fin de l'année 2000,.

## Principe
Le Bingovision avait un principe similaire à celui du Bingo. À l'aide des boules tirées en plateau, sous contrôle d'huissier, les téléspectateurs tentaient de compléter des grilles préalablement achetées. Trois schémas leur permettaient de remporter des gains : les 4 coins, la croix et le tout-couvert. En plateau, entre les tirages, trois personnalités étaient soumis à diverses questions.